# Луїджі Ріццо
Луїджі Ріццо (італ. Luigi Rizzo, 8 жовтня 1887, Мілаццо - 27 червня 1951, Рим) - італійський адмірал та політик.

## Біографія
Луїджі Ріццо народився 8 жовтня 1887 року в Мілаццо у сім'ї моряків торгового флоту. У 1911 році отримав диплом капітана дальнього плавання і працював в торговому флоті. Того ж року взяв участь у конкурсі з підготовки офіцерів резерву військово-морських сил Італії. У 1912 році отримав звання молодшого лейтенанта. Також пройшов навчання на пілота.
У 1914 році призваний на військову службу і призначений у 1915 році на військово-морську базу у Венеції.

### Перша світова війна
Після вступу Італії у Першу світову війну 24 травня 1915 року у званні лейтенанта був призначений на службу у Градо. Ніс там службу до кінця 1916 року під командуванням капітана I рангу Альфредо Дентіче ді Фрассо і за участь у бойових діях, зокрема розвідувальних польотах,  був нагороджений срібною медаллю «За військову доблесть».  
У січні 1917 року був переведений до складу дивізіону MAS. У травні 1917 року захопив у полон двох австро-угорських пілотів гідролітака, що зазнав аварії, за що був нагороджений другою срібною медаль «За військову доблесть».
У грудні 1917 року брав участь у потопленні ворожого лінкора «В'єн» в бухті Трієста, за що був нагороджений золотою медаллю «За військову доблесть».
У лютому 1918 року разом з Габріеле д'Аннунціо та Костанцо Чано взяв участь в атаці катерами MAS ворожих кораблів у бухті Букарі, за що був нагороджений бронзовою медаллю «За військову доблесть», яка після закінчення війни була замінена на срібну.
10 червня 1918 року брав участь в потопленні лінкора «Сент Іштван», за що був нагороджений Савойським військовим орденом, який після війни був замінений другою золотою медаллю «За військову доблесть».
У 1919 році взяв участь в окупації Фіуме.

### Міжвоєнний період
Після закінчення війни Луїджі Ріццо вийшов у запас. У цей час у нього народилось троє дітей: Джакомо (1919), Джорджо (1921) і Марія Гульєльміна (1924). 
У 1925 році Луїджі Ріццо зайнявся комерційною діяльністю. Він був обраний президентом товариства «Società di Navigazione Eolia». Наступного року він заснував у Генуї комерційне товариство «Calatimbar», в яке входили судновласники, експортери та перевізники. Воно мало за мету перевозити морем всі товари, що проходили через порт Генуї.
Проте, перебуваючи у запасі, Луїджі Ріццо не поривав зв'язків із флотом. У 1925 році він отримав звання капітана I рангу, у 1932 році - контрадмірала.
Королівським декретом від 25 жовтня 1932 року і патентною грамотою від 20 червня 193 5року Луїджі Ріццо отримав титул граф Градо (італ. Conte di Grado).
У 1936 році він добровольцем брав участь у Другій італо-ефіопській війні і того ж року отримав звання дивізійного адмірала за особливі заслуги.
У 1939 році Луїджі Ріццо був призначений членом правління нижньої палати парламенту, що на той час мала назву Палата фасцій і корпорацій (італ. Camera dei Fasci e delle Corporazioni).

### Друга світова війна
Зі вступом Італії у Другу світову війну 10 червня 1940 року Луїджі Ріццо повернувся на військову службу. Він займався питаннями організації протичовнової боротьби в Туніській протоці. Проте через політичні суперечки та інший погляд на ведення війни вже у січні 1941 року він подав у відставку.
Надалі Луїджі Ріццо був президентом компанії «Lloyd Triestino». 20 лютого 1942 року призначений президентом компанії «Cantieri Riuniti dell'Adriatico».
Після капітуляції Італії 8 серпня 1943 року Луїджі Ріццо організував саботаж на транспортних кораблях, що потрапили у руки німців. За цю діяльність гестапо арештувало його і помістило в концтабір у Австрії. Звільнений у 1945 році французьким військами, повернувся на батьківщину після закінчення війни.

### Післявоєнний період
Після повернення на батьківщину Луїджі Ріццо пройшов Комісію з очищення від фашизму, яка визнала його таким, що не скомпрометував себе. Надалі працював в Інституті індустріальної реконструкції (італ. Istututo della Ricostruzione Industriale). Також був консультантом компанії «Fiat».
Помер 27 червня 1951 року у Римі за два місяці після операції з видалення пухлини в легенях.

## Вшанування
На честь Луїджі Ріццо названо два кораблі у складі італійського флоту:
- фрегат Luigi Rizzo (F 596) типу «Бергаміні», на службі протягом 1961-1980 років.
- фрегат Luigi Rizzo (F 595) типу FREMM, збудований у 2017 році.

## Нагороди

### Італійські
- Офіцер Ордена Святих Маврикія та Лазаря
- Золота медаль «За військову доблесть» (нагороджений двічі)
- Срібна медаль «За військову доблесть» (нагороджений 4 рази)
- Хрест «За військові заслуги» (нагороджений двічі)
- Пам'ятна медаль Італо-австрійської війни 1915—1918
- Пам'ятна медаль за участь у війні в Ефіопії (1935-1936)
- Пам'ятна медаль за участь у війні 1940-1943
- Медаль «В пам'ять об'єднання Італії»
- Медаль Перемоги
- Пам'ятна медаль за експедицію у Фіуме.

### Іноземні
- Офіцер Ордена Почесного легіону (Франція)
- Лицар срібного хреста Ордена Спасителя (Греція)
- Орден «За видатні заслуги» (Велика Британія)
- Воєнний хрест 1914—1918 (Франція)
- Воєнний хрест 1914—1918 (Бельгія)
- Медаль «За видатні заслуги» ВМС США
- Орден заслуг Угорського королівства